# Рудзиця (Сілезьке воєводство)
Рудзиця (пол. Rudzica) — село в Польщі, у гміні Ясениця Бельського повіту Сілезького воєводства.
Населення — 2808 осіб (2011).
У 1975-1998 роках село належало до Бельського воєводства.

## Демографія
Демографічна структура станом на 31 березня 2011 року:
|          | Загалом | Допрацездатний вік | Працездатний вік | Постпрацездатний вік |
| -------- | ------- | ------------------ | ---------------- | -------------------- |
| Чоловіки | 1384    | 327                | 931              | 126                  |
| Жінки    | 1424    | 330                | 850              | 244                  |
| Разом    | 2808    | 657                | 1781             | 370                  |